# Alcolu (Carolina del Sur)
Alcolu es un lugar designado por el censo ubicado en el Condado de Clarendon, en el estado estadounidense de Carolina del Sur. La localidad en el año 2010 tiene una población de 429 habitantes. 

## Geografía
Alcolu se encuentra ubicado en las coordenadas 33°45′7.54″N 80°13′39.17″O / 33.7520944, -80.2275472.